# József Csóka
József Csóka Szira (Vácszentlászló, 10 de enero de 1936-Encamp, 19 de agosto de 2019) fue un futbolista húngaro nacionalizado español. Jugó de delantero en el Club Atlético de Madrid en Primera División de España.

## Trayectoria
Se formó en la cantera del Budapest Honvéd FC. En primer equipo de dicho club, militaba por entonces Ferenc Puskás, por lo que Csóka tenía difícil jugar en la primera plantilla, así que jugaba en el segundo equipo.
Tras su fichaje por el Atlético de Madrid, adquirió la nacionalidad española. Tras no gozar de ninguna oportunidad en el Atlético, se marchó cedido al Recreativo de Huelva en noviembre de 1957. Debutó con el Recre, en un encuentro contra el Hércules CF (victoria 3-1 en Huelva), la alineación fue: Santos, Eli, Moro, Cuti, Lora, Crispi, Forcen, Eugenio, Csóka, Cortázar y Pilli. Poco después, coincidiría en el Recreativo con su compatriota Csabai.
El Recre descendió a Tercera División en esa temporada, y regresó al Atlético de Madrid en la temporada 1958/59. Jugó tan solo dos encuentros en liga. Uno de ellos, el de su debut en Primera División, fue ante el Real Madrid en Chamartín (2 de noviembre de 1958), donde el Atlético cayó por 5-0. Su debut oficial con el Atlético había sido un mes antes, el 1 de octubre de 1958 en un partido de Copa de Europa contra el Drumcondra FC irlandés cuando en el partido de vuelta celebrado en tierras irlandesas marcó uno de los cinco goles que endosó al débil conjunto de las verdes tierras.
Posteriormente fichó por el Hércules CF el 20 de agosto de 1960, para disputar la temporada 1960/61. Sus posteriores clubes fueron: CE Sabadell (1961/62), Atlético Baleares (1962/63), Nàstic de Tarragona (1963/64) y Andorra (1964/70).

## Clubes
| Club                 | País    | Año       |
| -------------------- | ------- | --------- |
| Atlético de Madrid   | España  | 1957      |
| Recreativo de Huelva | España  | 1957-1958 |
| Atlético de Madrid   | España  | 1958-1959 |
| Real Mallorca        | España  | 1959-1960 |
| Hércules CF          | España  | 1960-1961 |
| CE Sabadell FC       | España  | 1961-1962 |
| CD Atlético Baleares | España  | 1962-1963 |
| Nàstic de Tarragona  | España  | 1963-1964 |
| Fútbol Club Andorra  | Andorra | 1964-1970 |